# Ubangische Sprachen
Die ubangischen Sprachen sind eine Gruppe von 89 relativ eng verwandten Sprachen, welche hauptsächlich in der Zentralafrikanischen Republik gesprochen werden, daneben auch in Kamerun, im Kongo und im Südsudan. Die Bezeichnung ist vom Fluss Ubangi abgeleitet. Die Einordnung der ubangischen Sprachen in andere Sprachfamilien ist umstritten.
In der Zentralafrikanischen Republik sind ubangische Sprachen die bedeutendste Sprachgruppe und werden von 3 bis zu 5,5 Millionen Sprechern gesprochen. Das Sango ist Amtssprache in der Zentralafrikanischen Republik. Ngbaka und Azande sind weitere ubangische Sprachen mit je über einer Million Sprechern.

## Verwandtschaft mit anderen Sprachgruppen
Joseph Greenberg klassifizierte die wenig bekannten ubangischen Sprachen als Niger-Kongo-Sprachen und bezeichnete sie als Adamawa-Ost innerhalb der Adamaua-Sprachen. Diese Einordnung wurde bald revidiert und die beiden Sprachgruppen als eigenständige Gruppen innerhalb der Niger-Kongo-Sprachen eingeteilt, innerhalb von Blenchs Savannensprachen. Allerdings wurde diese Ansicht zunehmend angezweifelt, und Dimmendaal (2008) besagt, dass angesichts des Mangels an überzeugenden Belegen das Ubangische „wahrscheinlich eine eigenständige Sprachfamilie bildet, welche nicht oder nicht mehr als verwandt mit Niger-Kongo oder irgendeiner anderen Sprachfamilie betrachtet werden kann“.

## Unterteilung
Gbaya-Sprachen
- Zentral: Gbaya-Bossangoa (180 Tsd.), Gbaya-Bozoum (35 Tsd.); Gbanu (100 Tsd.), Bokoto (25 Tsd.)
- Ost: Ngbaka (1 Mio.), Manza (250 Tsd.), Ali (35 Tsd.), Bofi (25 Tsd.), Bonjo
- Nordwest: Gbaya (Nordwest-Gbaya) (300 Tsd.)
- Südwest: Südwest-Gbaya (180 Tsd.), Bangadu (3 Tsd.)
- Suma (50 Tsd.)

Banda-Ngbandi
- Banda-Sprachen
  - Zentral: Bambari (180 Tsd.), Banda (100 Tsd.), Mono (70 Tsd.), Mbres (45 Tsd.), Ndele (35 Tsd.), Mitte-Süd-Banda (100 Tsd.), Gobu (10 Tsd.), Kpagua (4 Tsd.), Ngundu; Togbo-Vara (25 Tsd.); Yangere (25 Tsd.)
  - Süd-Zentral: Ngbugu (Süd-Zentral-Banda) (150 Tsd.), Langbashe (50 Tsd.)
  - West-Zentral-Banda (10 Tsd.)
  - Süd-Banda: Mbanza (200 Tsd.)
  - Südwest: Ngbundu (20 Tsd.)
- Ngbandi-Sprachen: Ngbandi (200 Tsd.) und Sango (Kreolsprache: 350 Tsd. Muttersprachler, mit Zweitsprechern 5 Mio.), Yakoma (100 Tsd.), Dendi (10 Tsd.), Gbayi (5 Tsd.)
- Sere-Ngbaka-Mba-Sprachen
  - Sere-Sprachen: Ndogo (20 Tsd.), Sere (2,5 Tsd.), Tagbu, Belanda Viri (20 Tsd.), Bai (3 Tsd.); Feroge (1 Tsd.), Mangayat (400); Indri (700), Togoyo †
  - Ngbaka-Mba-Sprachen
    - Ost: Mayogo (100 Tsd.), Bangba (10 Tsd.), Mundu (25 Tsd.)
    - West: Ngbaka Ma'bo (150 Tsd.), Gilima (12 Tsd.); Gbanziri (15 Tsd.), Buraka (3 Tsd.);
Monzombo (15 Tsd.), Kpala (3 Tsd.), Yango (3 Tsd.); Baka (30 Tsd.), Gundi (10 Tsd.), Ganzi (2 Tsd.), Ngombe (2 Tsd.), Bomassa
    - Mba-Amadi: Mba (20 Tsd.), Dongo (5 Tsd.), Ndunga (3 Tsd.); Amadi (Ma) (5 Tsd.)

Zande-Barambu-Sprachen
- Zande-Nzakara: Azande (1,2 Mio.), Nzakara (50 Tsd.), Kpatili (5 Tsd.), Geme (600)
- Barambu-Pambia: Barambu (25 Tsd.), Pambia (20 Tsd.)

Einige Pygmäenvölker des äquatorialen Regenwaldes sprechen ebenfalls Ubangi-Sprachen, so die Babinga, Bamassa, Bayaka, Ganzi, Gundi und Mbakka. To und La'bi sind geheime Ritualsprachen für männliche Initiationskulte.